# Vítor Pereira
Vítor Manuel de Oliveira Lopes Pereira, född 26 juli 1968, är en portugisisk fotbollstränare och före detta fotbollsspelare. Han är huvudtränare för Wolverhampton Wanderers i Premier league. Efter en spelarkarriär på amatörnivå blev han huvudtränare för Porto, där han vann två upplagor av Portugals högsta liga, Primeira Liga. Sedan han 2013 lämnade klubben har han bland annat vunnit dubbeln med Olympiakos FC 2015 och Chinese Super League med Shanghai Port FC 2018.